# Leichtathletik-Halleneuropameisterschaften 2019/Teilnehmer (Nordmazedonien)
| Gelbes Symbol für Goldmedaillen mit stilisierten Olympischen Ringen | Graues Symbol für Silbermedaillen mit stilisierten Olympischen Ringen | Braundes Symbol für Bronzemedaillen mit stilisierten Olympischen Ringen |
| ------------------------------------------------------------------- | --------------------------------------------------------------------- | ----------------------------------------------------------------------- |
| —                                                                   | —                                                                     | —                                                                       |

Aus Nordmazedonien startete ein Athlet bei den Leichtathletik-Halleneuropameisterschaften 2019 in Glasgow.

## Ergebnisse

### Männer

#### Laufdisziplinen
| Athlet          | Disziplin | Vorlauf | Vorlauf | Halbfinale | Halbfinale | Finale             | Finale             |
| Athlet          | Disziplin | Zeit    | Platz   | Zeit       | Platz      | Zeit               | Platz              |
| --------------- | --------- | ------- | ------- | ---------- | ---------- | ------------------ | ------------------ |
| Dario Ivanovski | 3000 m    | DNF     | DNF     | –––        | –––        | nicht qualifiziert | nicht qualifiziert |